# Reaktionsparameter
Reaktionsparameter (oder Erwartungsparameter) ist in der Entscheidungstheorie eine vom Entscheidungsträger im Rahmen seiner Entscheidung durch die Festlegung seines Aktionsparameters nur mittelbar beeinflussbare (ökonomische) Größe. 

## Allgemeines
Nachdem Ragnar Frisch 1933 erstmals den Aktionsparameter beschrieb, folgte im Jahre 1938 von seinem schwedischen Kollegen Ingvar Svennilson der Erwartungsparameter. „Bestimmten Werten der Handlungsparameter (gemeint sind Aktionsparameter) werden verschiedene mögliche mit größerer oder geringerer Wahrscheinlichkeit erwartete Wertkombinationen gewisser Erwartungsparameter zugeordnet“. Sein Beitrag enthält eine tiefgehende Behandlung der grundsätzlichen Planungsprobleme, die mit Reaktionsparametern in Verbindung stehen. Der von ihm verwendete Begriff Erwartungsparameter ist jedoch unscharf, weil auch Datenparameter eine erwartete Zukunftsgröße darstellen. Für ihn bilden Reaktionsparameter eine stochastische Funktion der Aktionsparameter. Auch Erich Schneider übernahm 1964 den Begriff Erwartungsparameter. Nach Erich Kosiol können Reaktionsparameter „nur mittelbar durch eigenes Handeln bestimmt werden, da sie auch von der Bedingungskonstellation der Umwelt in und außerhalb der Unternehmung abhängen und deren Reaktion auf die Aktionsparameter ex ante beschreiben“.
Die Unterscheidung zwischen Aktions- und Erwartungsparametern wird in der Fachliteratur nicht einheitlich vorgenommen. Teilweise besteht in der Betriebswirtschaftslehre die Auffassung, dass es neben Aktionsparametern als weitere Hauptgruppe die Erwartungsparameter gibt, die sich aus den Untergruppen Reaktionsparameter und Datenparameter zusammensetzt. Die erwartete Auswirkung eines Aktionsparameters steht jedenfalls in einem kausalen oder finalen Zusammenhang mit der jeweiligen Entscheidung. Die herrschende Literaturmeinung geht von einem gleichberechtigten Nebeneinander von Aktions-, Reaktions- und Datenparametern aus. Wird ein Aktionsparameter eingesetzt, hat dies automatisch das Auftreten von Reaktions- und Datenparametern zur Folge. Wenn Entscheidungen nur indirekt zur Beeinflussung beitragen können, spricht man von Reaktionsparametern. Als Reaktionsparameter, die zusammen mit den Datenparametern die Umweltsituation und damit die Zustände der Realität bestimmen, werden die durch die jeweilige Entscheidung ausgelösten Maßnahmen bei den von den Entschlüssen direkt oder indirekt betroffenen Personenkreisen verstanden. Reaktionsparameter sind erwartete Größen, die entweder handlungsabhängig oder handlungsunabhängig sind.

## Reaktionsparameter in Unternehmen
Reaktionsparameter haben für Unternehmen besondere Bedeutung und zeigen sich in vielfältiger Weise als die voraussichtlichen innerbetrieblichen und exogenen Auswirkungen eigener Entscheidungen. Alle betrieblichen Funktionen wie Beschaffung, Produktion, Vertrieb oder Finanzierung und die Querschnitts- oder Servicefunktionen wie Unternehmensleitung, Personalwesen, Verwaltung, Information, Forschung und Entwicklung und Logistik weisen für ihren Bereich typische Erwartungen auf, die nur indirekt – eben über eine Änderung der Aktionsparameter – beeinflusst werden können. Viele der in der Unternehmensplanung verwendeten Plangrößen wie Absatzmenge, Umsatz oder Kosten gehören zu den Reaktionsparametern, da sie die Auswirkung der gesetzten Maßnahmen darstellen. 
Wenn einem Entscheidungsträger etwa in der Unternehmensleitung die Aufgabe zukommt, den Verkaufspreis einer neuen Ware festzulegen, so wird er sich in aller Regel an den Selbstkosten orientieren und diesen die Gewinnspanne hinzufügen, woraus sich der Verkaufspreis ergibt. Seine Entscheidung, diesen Verkaufspreis offiziell als solchen im Unternehmen zu kommunizieren und am Markt anzubieten, stellt einen Aktionsparameter dar. Erster Reaktionsparameter hierzu wird sein, dass er davon ausgehen kann, dass dieser Verkaufspreis im Unternehmen und im Markt als offizieller Preis angesehen und berücksichtigt wird. Wichtigster Reaktionsparameter ist die Absatzmenge, denn es ist bei der Preisfestlegung ungewiss, wie die Nachfrager auf eine Preisänderung reagieren werden.

## Reaktionsparameter in der Wirtschaft
Reaktionsparameter sind eine Ursache für die in einer marktwirtschaftlichen Ordnung inhärente Unsicherheit, da unsicher ist, wie andere Wirtschaftssubjekte auf festgelegte Aktionsparameter reagieren werden. Reaktionsparameter müssen deshalb mittels Prognose vorhergesagt werden. Liegen beim Entscheidungsträger Informationen über die Eintrittswahrscheinlichkeiten der Reaktionsparameter vor, handelt es sich um eine Entscheidung unter Ungewissheit, fehlen derartige Wahrscheinlichkeitsvorstellungen, liegt eine Entscheidung unter Unsicherheit vor.
Senkt ein Konkurrent seinen Verkaufspreis (Aktionsparameter) und erwartet er damit eine Steigerung seines Umsatzes (Reaktionsparameter), so müssen die übrigen Anbieter – bei sonst gleichbleibenden Verhältnissen – mit geringeren Umsätzen in ihren Unternehmen rechnen. Sie werden dann reagieren müssen etwa durch eigene Preissenkungen, Rabatte, Qualitätsverbesserungen oder ähnliches. Diese Reaktionen stellen für das preissenkende Unternehmen jeweils Reaktionsparameter dar.
Burkhardt Röper hat 1973 für Kreditinstitute 23 Instrumente aufgezählt, „wobei dem Aktionsparameter ‚Preis‘ der höchste Stellenwert zukommt“. Die Festlegung von Sollzins und Habenzins ist für Banken ein Aktionsparameter, als Reaktionsparameter hierauf ist die Kreditnachfrage im Kreditgeschäft und die Volumensänderung im Einlagengeschäft zu sehen. Die Nichtbanken verhalten sich mithin bei Zinsänderungen der Banken als Mengenanpasser. Neben dem Kreditzins sind Kredithöhe und Kreditsicherheiten weitere bankbetriebliche Aktionsparameter. Soll- und Habenzins und Zinsniveau wiederum sind aus Sicht der Zentralbank ein Reaktionsparameter auf den von dieser als Aktionsparameter eingesetzten Leitzins. Analog zu Ludwig Mülhaupt stehen der Bundesbank daneben als Aktionsparameter noch die Festlegung der Refinanzierungskontingente und die Festlegung der Qualität zu verpfändender notenbankfähiger Wertpapiere zur Verfügung. Für Versicherungen ist vor allem die Festlegung der Versicherungsprämien ein wesentlicher Aktionsparameter, worauf die Versicherungsnehmer mit einer Veränderung der Versicherungssumme oder mit Neuversicherung/Versicherungskündigung reagieren können. 
Beim Konsum von Gütern und Dienstleistungen ist der Aktionsparameter des Konsumenten ein bestimmtes Produkt, als wesentliche Reaktionsparameter treten Preis, Marke, Qualität, Kaufzeitpunkt und Geldausgabe hinzu.

## Reaktionsparameter im Alltag
Der aus der Entscheidungstheorie stammende Begriff kann auf alle Alltagssituationen angewandt werden, bei denen Entscheidungen anstehen. Wer etwa zu entscheiden hat, mit welchem Verkehrsmittel er zur Arbeitsstätte fährt und das Fahrrad wählt, für den ist das Fahrrad der Aktionsparameter, der Straßenverkehr ein Reaktionsparameter und das Wetter ein Datenparameter.